# Hôtel de la Croix-de-Fer
L'Hôtel de la Croix-de-Fer est un hôtel particulier de la ville de Dijon.

## Situation
Situé no 3 rue Verrerie, dans le secteur sauvegardé de Dijon, il est inscrit au titre des monuments historiques depuis 1950.